# The Prophecy Fulfilled
 (mai 2025).
Si vous disposez d'ouvrages ou d'articles de référence ou si vous connaissez des sites web de qualité traitant du thème abordé ici, merci de compléter l'article en donnant les références utiles à sa vérifiabilité et en les liant à la section « Notes et références ».
The Prophecy Fullfield est le second EP du groupe de metalcore américain Darkest Hour.
L'EP est sorti en 1998 et a été enregistré sur le label Art Monk Construction. La même année, le groupe s'est agrandi avec l'arrivée d'un autre guitariste : Mike Carrigan.

## Composition du groupe
- Mike Scheilbaum : guitare
- John Henry : chants
- Raul Mayorga : basse
- Matt Maben : batterie
- Mike Carrigan : guitare

## Liste des chansons
Les six pistes de cet EP sont :
1. Choir of the Prophecy Fullfield
2. Reflections of Ruin
3. Broken Wings
4. This Side of the Nightmare
5. This Curse
6. Coda XIII